# John Darling
John Napoleón Darling es un personaje ficticio, héroe masculino de la historia de Peter Pan, creado por el escritor escocés J. M. Barrie.

## Trasfondo literario
En la historia de Barrie, John es el hijo de George Darling, un funcionario bancario pomposo del período eduardiano, y de Mary Darling, hermano menor de Wendy y Michael, a quien suele escuchar historias de Wendy sobre Peter Pan y el capitán Garfio.

## Personaje
John es el segundo más joven de los niños Darling. En algunas de las adaptaciones, como Peter Pan (película de 1953) de Disney, lleva gafas, un camisón largo, sombrero de copa y un paraguas. Cuando Peter Pan no puede llevar los niños perdidos, que actúa como su líder inteligente. Tiene 10 años en la versión de Disney, y 12 en la versión musical. Está fascinado por los piratas. A pesar de que John no aparece en "Return to Never Land", hace una aparición no física como una de las nubes vistas en el cielo durante la primera escena de la película. No se sabe lo que pasó con él después de "Peter Pan (1953 película)", pero parece probable que muriera antes o durante los eventos de "Regreso a Nunca Jamás". Hace una breve aparición durante la escena final de la película ¿Quién engañó a Roger Rabbit? Tiene unos 11-12 años en la película de 2003.